# Occurrence
Cet article concerne l'apparition d'un événement. Pour le cabinet d’études et de conseil, voir Occurrence (cabinet d'études et de conseil).
L'occurrence d'un événement est son apparition dans le temps ou dans l'espace.

## Linguistique
En linguistique, l'occurrence d'un mot est son apparition dans un corpus. Pour dater l'apparition d'un mot dans une langue, les lexicographes cherchent la première occurrence de ce mot : on dit que le mot est attesté à telle ou telle date.
Cependant, l'occurrence d'un mot dans un corpus écrit ne correspond pas à son apparition à l'oral : or, les lexicographes ne peuvent chercher les premières occurrences que sur des corpus écrits, du moins jusqu'au XXe siècle (invention du magnétophone) ; les dates d'apparition des mots dans les dictionnaires sont donc les dates de première occurrence écrite.

## Astronomie
Les mouvements des corps célestes entraînent l'apparition variable mais prévisible de phénomènes particuliers tels que : solstices, éclipses, occultations, alignements, etc. 
Les éphémérides astronomiques permettent de connaître, à la suite de calculs souvent complexes, les dates d'occurrence de ces évènements.

## Écologie
Les travaux de terrain fondés sur des inventaires et des comptages, permettent de catégoriser les espèces selon leurs probabilités d'occurrence (fréquence centésimale qui représente l'abondance relative) et leurs fréquences d'occurrence %Occ (rapport du nombre de relevés contenant l'espèce étudiée Pi au nombre total de relevés P.  %Occ = Pi/P X 100). Les écologues adoptent traditionnellement cinq classes ou statuts d'occurrence : les espèces omniprésentes (%Occ = 100 %), largement distribuées (espèces constantes ou régulières : %Occ > 50 %), occasionnelles (espèces dites accessoires : 25 % < %Occ < 50 %), peu fréquentes (espèces accidentelles : %Occ < 25 %), rares (%Occ < 5 %).
La relation abondance-occupation (en) ne montre pas forcément une corrélation entre la fréquence d'occurrence et l'abondance. Lors des inventaires, les écologues peuvent trouver parmi les espèces présentant des densités importantes, des espèces très fréquentes et peu fréquentes. Cette relation permet d'établir deux grands types de mesures des aires de distribution : l'étendue des occurrences (zone d'occurrence qui peut inclure des habitats inadaptés ou inoccupés) et la surface d'occupation (superficie de la zone d'occurrence où l'espèce est réellement présente).
Des suivis de peuplements (assemblages d'espèces) sont effectués pour évaluer l'évolution de leur composition (disparition, nouveauté) et de leur structure (fréquence d’occurrence au sein du territoire), permettant ainsi de détecter des réactions à des phénomènes globaux ou localisés et de mettre en évidence des facteurs biotiques et abiotiques explicatifs de ces variations.